# 309 км (роз'їзд)
309 кіломе́тр — залізничний роз'їзд Рівненської дирекції залізничних перевезень Львівської залізниці.
Розташований на північному сході міста Сарни Сарненського району Рівненської області на лінії Сновидовичі — Сарни між станціями Страшів (10 км) та Сарни (2 км).
Станом на серпень 2019 року щодня дві пари дизель-потягів прямують за напрямком Олевськ — Сарни.